# 홍콩 프리미어리그 2019-20
홍콩 프리미어리그 2019-20는 홍콩 프리미어리그의 6번째 시즌이다. 2019년 8월 30일 개막하였고 2020년 2월부터 코로나-19 감염증 대유행으로 장기간 중단되었다가 9월 19일에 리그가 재개되었고 10월 11일에 리그가 종료될 것이다.
코로나-19 대유행의 장기화로 당초 10개팀이 이번 시즌에서 뛰다가 4개팀이 시즌 자체를 포기하였고 남은 6개팀들이 재개된 리그에서 끝까지 뛸 것이다.

## 참가 구단
- 킷치 SC
- 동방용사
- 남구 FC
- 푸리 R&F
- 리만 FC
- 해피밸리

* 위엔롱 FC
* 홍콩 페가수스 FC
* 타이포 FC
* BC 레인저스 FC

## 리그 순위
| 순위 | 팀                | 경기 | 승 | 무 | 패 | 득 | 실 | 차  | 승점 | 참가 자격 및 강등                  |
| ---- | ----------------- | ---- | -- | -- | -- | -- | -- | --- | ---- | ---------------------------------- |
| 1    | 킷치 (C)          | 10   | 6  | 2  | 2  | 25 | 10 | +15 | 20   | AFC 챔피언스리그 본선조별리그 진출 |
| 2    | 동방용사          | 10   | 6  | 1  | 3  | 16 | 8  | +8  | 19   | AFC 컵 2차예선진출                 |
| 3    | 푸리 R&F          | 10   | 5  | 3  | 2  | 21 | 15 | +6  | 18   | AFC 컵 조별 리그 대기 팀           |
| 4    | 리만              | 10   | 5  | 1  | 4  | 16 | 14 | +2  | 16   |                                    |
| 5    | 남구              | 10   | 2  | 4  | 4  | 15 | 21 | −6  | 10   |                                    |
| 6    | 해피밸리          | 10   | 0  | 1  | 9  | 6  | 31 | −25 | 1    |                                    |
| 7    | 홍콩 파이마 (W)   | 0    | 0  | 0  | 0  | 0  | 0  | 0   | 0    | 기권                               |
| 8    | 레인저스 (W)      | 0    | 0  | 0  | 0  | 0  | 0  | 0   | 0    | 기권                               |
| 9    | 워푸타이포 (W, R) | 0    | 0  | 0  | 0  | 0  | 0  | 0   | 0    | 기권 홍콩 1부리그로 강등           |
| 10   | 웬롱 (W, R)       | 0    | 0  | 0  | 0  | 0  | 0  | 0   | 0    | 기권 홍콩 1부리그로 강등           |

1. ↑  만일 리그 우승팀이 AFC 챔피언스리그 본선 조별리그에 진출하면, 대기팀은 AFC 컵 조별 리그에 진출할 것이다.
2. ↑  홍콩 파이마와 레인저스는 홍콩에서 코로나-19 감염증 대유행 때문에 기권하였다. 그 2팀 결과들은 무효화되었다.
3. ↑  워푸타이포와 웬롱은 홍콩에서 코로나-19 감염증 대유행 때문에 기권하였다. 그 2팀 결과들은 무효화되었다. 2020년 6월 12일, 그 2팀들은 자금 부족 때문에 스스로 하부리그로 강등되겠다고 선언하였다.[2]

## 같이 보기
- 홍콩 1부 리그 2019-20